# Historier från Färs
Historier från Färs är en novellsamling av Fritiof Nilsson Piraten utgiven 1940.
Berättelserna är inspirerade av minnen från författarens uppväxt i Färs härad. Boken består av tre berättelser under rubriken Ur ett barns memoarer samt de långa novellerna Klerk och Mannen som blev ensam.

## Innehåll
- Klerk
- Ur ett barns memoarer:
  - Lutterlögn
  - Böndag
  - Sång vid en grav
- Mannen som blev ensam